# Christoph Rudolf von Stadion

Wappen derer von Stadion

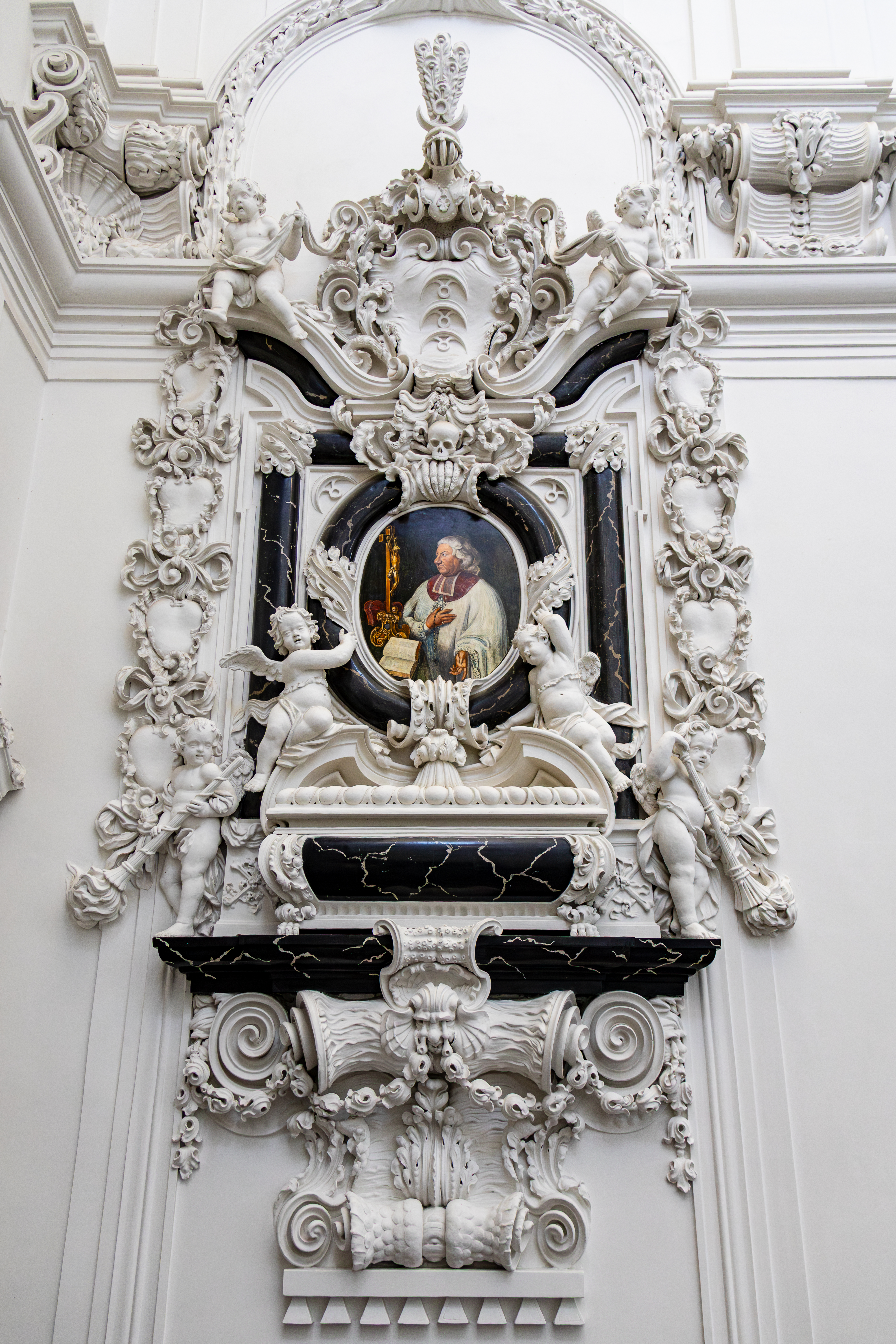
Epitaph des Bruders Georg Heinrich († 1716) von Giovanni Pietro Magni, Dom zu Würzburg

Christoph Rudolf von Stadion (* Dezember 1638; † 17. Januar 1700 in Mainz), mit dem Adelstitel eines Reichsfreiherrn, war Hofratspräsident im Kurfürstentum Mainz, Dompropst und mehrfacher Kandidat für das Kurfürstenamt in Mainz.

## Werdegang und Leben
Christoph Rudolf Freiherr von Stadion entstammte dem alten Adelsgeschlecht der von Stadion, war ein Sohn des Johann Christoph (der Jüngere) von Stadion, Erbtruchseß des Stiftes Augsburg, fürstbischöflicher Amtmann zu Trimberg (1610–1666) und seiner Ehefrau Maria Agnes von Ostein, aus deren Ehe dreizehn Kinder stammten. Brüder waren Georg Heinrich von Stadion (1640–1716), Domdekan in Würzburg mit großem Epitaph im Kiliansdom; Franz Kaspar von Stadion (1637–1704), Fürstbischof von Lavant, und Johann Philipp von Stadion (1652–1741), Kurmainzer Oberhofmeister. 
Christoph Rudolf Freiherr von Stadion wurde aufgrund erzbischöflicher Provision Domizellar am Mainzer Domstift. Nach dem Studium und dem Erhalt der niederen Weihen wurde er 1664 zum Domkapitular ernannt. Durch sein Amt als Dompropst in Mainz erhielt er verschiedene Pfründen in Mainz und Kurmainz. 1669 wurde Stadion, nachdem er als Vorbedingung zum Priester geweiht wurde, von Kurfürst Johann Philipp von Schönborn, der ihn protégierte, zum Generalvikar ernannt. Bei den Kurfürstenwahlen 1675 sowie 1679 galt er jeweils als aussichtsreicher Kandidat für das Kurfürstenamt, ein Zeichen für seine Stellung im Kurfürstentum Mainz. Obwohl Stadion bei beiden Vakanzen nicht berücksichtigt wurde, wurde er anschließend als Abgesandter des neugewählten Kurfürsten von Mainz nach Wien zum kaiserlichen Hof geschickt, um dort offiziell das Kurmainzer Reichslehen einzuholen.
Unter Kurfürst Anselm Franz von Ingelheim avancierte er zum Hofratspräsidenten. 1685 wurde er im Mainzer Domkapitel zum Domdekan erwählt und fungierte in dieser Position 1688/1689 als Stellvertreter des geflüchteten Anselm Franz von Ingelheim, in der im Rahmen des Pfälzischen Erbfolgekrieges von Franzosen besetzten Stadt. 1686 erhob man ihn mit seinen Brüdern zum Reichsfreiherrn. 1695 folgte die Ernennung zum Dompropst. Christoph Rudolf von Stadion starb am 17. Januar 1700 in Mainz und er wurde im Mainzer Dom bestattet.

## Stadionscher Garten
1672 erwarb Christoph Rudolf von Stadion den Stiftsgarten des Stiftes St. Alban vor Mainz. 1692 konnte der den angrenzenden Abteigarten dazu erwerben. Er wollte sich im Rahmen der damals aufkommenden Mode einen standesgemäßen barocken Lustgarten bauen. In der darauf folgenden Zeit entstand aus den nun zusammen gelegten älteren Gartenanlagen ein fünf Hektar großer Nutz- und Lustgarten im Stil des Hochbarocks mit eingeschossigem Rheinschlösschen, Wirtschaftsgebäuden, Weinbergen sowie Obst- und Zierbäumen, der so genannte Stadionsche Garten. Nach dem Tod Stadions im Jahr 1700 erwarb der erst sechs Jahre vorher gewählte Kurfürst von Mainz, Lothar Franz von Schönborn, das Anwesen von den Erben für 16.500 Reichstaler. Die Gartenanlage sollte das Kernstück für das von ihm geplante Lustschloss Favorite werden.

## Sonstiges
Die bekannteste Hochheimer Weinlage, Hochheimer Domdechaney, geht auf Christoph Rudolf von Stadion zurück. Die 5,4 ha große Lage befand sich damals als noch unbepflanztes Gelände im Besitz des Mainzer Domkapitels. 1686 wurden von dem damaligen Dechanten Christoph Rudolf von Stadion an einem „öden und morastigen Platz“ hinter dem dort befindlichen Domherrenhof Weinberge angelegt. Die Lage ist heute im Besitz der Hessischen Staatsweingüter Kloster Eberbach.